# Anju Bobby Georgeová
Anju Bobby Georgeová, rozená Markoseová (* 19. dubna 1977 Changanassery, stát Kérala) je bývalá indická reprezentantka v lehké atletice. Původně se věnovala sedmiboji, později se zaměřila na skok daleký a trojskok.
Na Hrách Commonwealthu v roce 2002 získala v dálce bronzovou medaili. Zvítězila na Asijských hrách 2002 a na Afro-asijských hrách 2003. Na mistrovství světa v atletice 2003 skončila v soutěži dálkařek třetí díky výkonu 670 cm a získala tak pro Indii historicky první medaili z atletického světového šampionátu. Na olympijských hrách v Athénách 2004 skočila ve finále svůj osobní rekord 683 cm, který je i indickým národním rekordem, a obsadila páté místo. Na MS 2005 skončila čtvrtá. Na Světovém atletickém finále 2005 obsadila druhé místo za Taťánou Kotovovou z Ruska, po její diskvalifikaci se dodatečně posunula na první příčku. Na mistrovství Asie v atletice byla první v roce 2005 a druhá v roce 2007.
V roce 2001 se provdala za svého trenéra a bývalého trojskokana Roberta Bobby George, mají syna a dceru. Za sportovní úspěchy jí byla udělena Cena Ardžuna a Cena Rádžíva Gándhího.

## Osobní rekordy
- skok daleký: 6,83 m (venku), 6,40 m (hala)
- trojskok: 13,67 m[3]